# Nortelândia
Nortelândia est une municipalité brésilienne située dans l'État du Mato Grosso.